# Jedinstvo Sevojno
Jedinstvo Sevojno (code BELEX : JESV) est une entreprise serbe qui a son siège social à Sevojno. Elle travaille dans le secteur de la construction, réalisant notamment des usines et des systèmes de production d'énergie. Elle entre dans la composition du BELEX15 et du BELEXline, les deux indices principaux de la Bourse de Belgrade,.

## Histoire
La société a été créée en 1947 pour développer son activité de construction dans la région d'Užice et, à partir de 1988, elle a étendu son champ d'action sur le territoire de la ex-Yougoslavie.
Après sa privatisation et sa transformation en société par actions, Jedinstvo Sevojno a été admise au libre marché de la Bourse de Belgrade le 27 octobre 2004.

## Activités
La société Jedinstvo Sevojno construit des centrales thermiques et hydauliques ainsi que des systèmes thermiques ou hydrauliques.
Elle opère également par l'intermédiaire de six filiales, dont Jedinstvo Metalogradnja a.d., fondée en 1947, qui construit des structures métalliques diverses conçues et réalisées sur commande, Užice-gas a.d., créée en 2007, et Zlatibor-gas d.o.o., créée en 2008, qui construisent des conduites de gaz et distribuent du gaz naturel,. Autokuća Raketa a.d. est spécialisée dans la vente de véhicules au niveau régional d'automobiles des marques Peugeot, Fiat, Zastava, Zastava kamioni et Lada ainsi que dans les services autour de l'automobile, notamment le nettoyage et l'entretien des véhicules.
Jedinstvo Inženjering Moskva représente la société en Russie et Jedinstvo Podgorica au Monténégro.

## Quelques réalisations
Parmi ses réalisations récentes, Jedinstvo Sevojno est notamment intervenue dans les travaux de l'Université internationale olympique et de la station de ski Rosa Khutor à Sotchi, sur les pipelines des ponts de Gazela et d'Ada à Belgrade ou encore sur des installations industrielles comme celles de l'usine Grundfos GMS d'Inđija ou l'usine Fiat de Kragujevac ; elle a également travaillé sur des projets de piscines et d'installations sportives.

## Données boursières
Le 10 juin 2014, l'action de Jedinstvo Sevojno valait 4 790 RSD (41,64 EUR). Elle a connu son cours le plus élevé, soit 15 965 RSD (138,25 EUR), le 20 février 2008 et son cours le plus bas, soit 300 RSD (2,59 EUR), le 30 avril 2003.
Le capital de Jedinstvo Sevojno est détenu à hauteur de 81,70 % par des personnes physiques.